# Mina de estocada
La mina de estocada o shitotsubakurai era una mina antitanque suicida desarrollada y empleada por el Imperio del Japón durante las últimas etapas de la Segunda Guerra Mundial. Empleaba una carga tipo HEAT y fue empleada por las unidades de combate en espacios cerrados del Ejército Imperial Japonés. El arma propiamente dicha era una carga hueca cónica situada dentro de un contenedor metálico, que estaba unido al extremo de un asta de madera. Fue adoptada por el Ejército Imperial Japonés en 1945, produciendo sus primeras bajas en el Frente del Pacífico, especialmente entre las unidades de tanques estadounidenses. En ese mismo año, las tropas estadounidenses capturaron algunos manuales oficiales del arma.

## Diseño
La carga hueca cónica iba unida a un asta de madera, empleada para sostener el arma durante su transporte y empleo. La mina tenía en su base tres patas simétricamente distribuidas. Su detonador estaba dentro del vértice del cono.
El asta estaba unida al cuerpo de la mina mediante una sección tubular, a través de la cual se deslizaba después de retirar el pasador de seguridad y rompía el alambre de cobre cuando la mina impactaba contra su objetivo, lanzando el percutor contra el detonador.
La mina tenía una longitud de 29 cm y un diámetro de 20 cm en su base, pesando 5 kg con su carga explosiva de 3 kg de TNT. Sus tres patas metálicas medían 15 cm cada una, para asegurar la distancia adecuada en donde la carga hueca produciría la máxima perforación. El asta de madera tenía un diámetro de 3,2 cm, una longitud de 1,50 m y pesaba 1,5 kg, siendo su longitud total de 2 m (incluyendo sus tres patas) y pesaba 6,5 kg.

## Operación
Para emplear la mina, el soldado retiraba el pasador de seguridad y después se lanzaba contra el tanque enemigo, como en una carga a la bayoneta, haciendo que la base de la mina impacte contra el objetivo. El arma precisaba ser sostenida por la parte central de su asta con la mano izquierda y con la mano derecha en la mitad inferior del asta. Cuando las patas de la mina golpeaban el objetivo, el asta avanzaba dentro del vértice del cono, soltando el seguro del percutor y lanzándolo contra la cápsula fulminante del detonador. Esto hacía explotar la mina, matando al soldado y dañando o destruyendo al tanque.

## Perforación de blindaje
La mina podía perforar unos 150 mm de BHL en un ángulo de 90°, y hasta 100 mm en un ángulo de 60°. Sin embargo, la mina casi siempre impactaba a 90° porque el ángulo de impacto contra el objetivo era decidido por el usuario del arma, que probablemente atacaría una placha de blindaje a 90°.

## Historial de combate
El arma fue empleada por el Ejército Imperial Japonés durante las últimas etapas de la Segunda Guerra Mundial en el Frente del Pacífico contra los tanques estadounidenses. Sin embargo, no hay informes que muestren su eficacia.
Un informe de inteligencia estadounidense de marzo de 1945 afirma que esta arma fue empleada por primera vez en 1944 en la isla de Leyte, Filipinas, así como posteriormente también en Manila. También afirma que "a la fecha, todos los intentos del enemigo empleando la mina de estocada contra nuestros tanques han fallado" y la describe como "quizás la más rara mina antitanque".
En Vietnam, la mina de estocada es un arma icónica de la Guerra de Indochina, específicamente durante la Batalla de Hanói, cuando el Comandante de batallón Nguyen Van Thieng trato de emplearla; sin embargo, "las bombas no explotaron. Al final, le dispararon y murió heróicamente".

## Galería

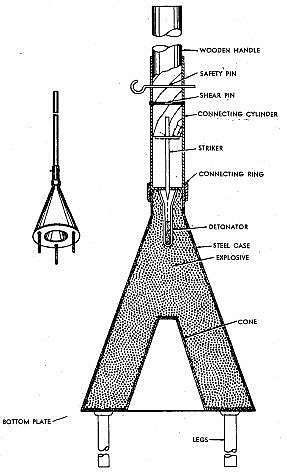
Diagrama esquemático de las piezas de la mina.
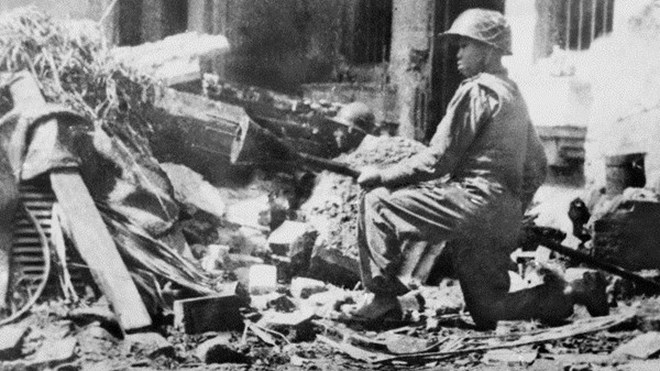
El soldado Nguyen Van Thieng del Viet Minh con una mina de estocada en la calle Hàng Đậu, diciembre de 1946.
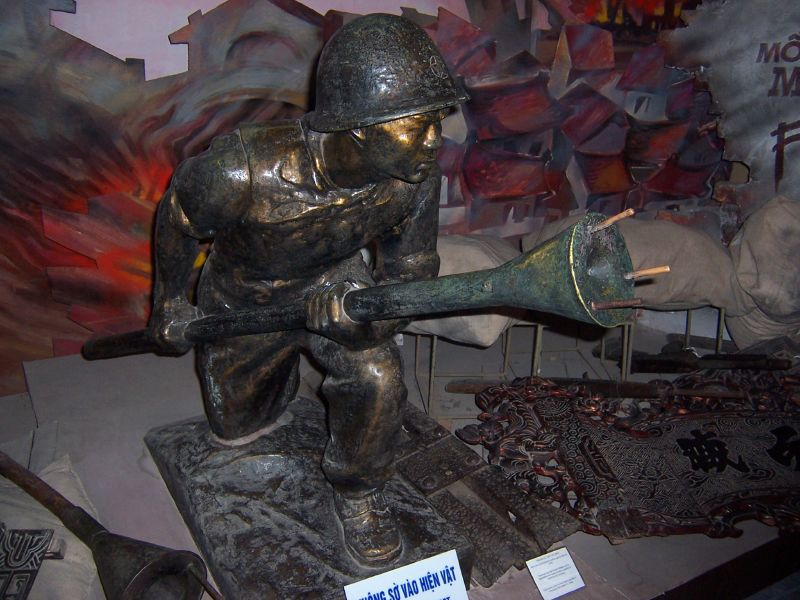
Estatua de Nguyen Van Thieng en el Museo de Historia Militar de Vietnam, Hanói.